# La forza invisibile
La forza invisibile (The Power) è un film del 1968 basato sul romanzo di fantascienza Troppo poco (The Power, 1956) di Frank M. Robinson. Si tratta dell'ultimo film diretto da Byron Haskin e ha come protagonisti George Hamilton e Suzanne Pleshette. La storia riguarda due uomini con la capacità di uccidere con la sola forza del pensiero.

## Trama
Il professor Jim Tanner, un biochimico, trova le prove che c'è una persona con particolari capacità psichiche tra i suoi colleghi del laboratorio di ricerca. Tra questi vi sono la genetista Margery Lansing, il fisico Carl Melkinen, il biologo Talbot Scott e il direttore Norman Van Zandt, che lavorano per conto di un intermediario della marina, Arthur Nordlund.
Dopo l'avvertimento da parte del professor Henry Hallson che uno fra loro possiede una super-intelligenza capace di distruggere e di controllare le menti, questi viene trovato morto con il nome "Adam Hart" scarabocchiato vicino. La polizia fa una serie di controlli di routine riguardanti i membri della commissione di cui faceva parte Hallson, e Tanner diventa immediatamente il primo sospettato del delitto quando viene scoperto che aveva mentito sulle sue credenziali accademiche. Infatti risulta che tutti i documenti riguardanti il suo passato erano stati cancellati in modo inesplicabile.  La vedova di Hallson, Sally Hallson, sostiene che Adam Hart è il nome di un amico di infanzia. Tanner visita il paese natale di Hallson, e scopre che Adam Hart ha delle capacità incredibili; diverse persone lo descrivono con sembianze diverse, altre ancora obbediscono ai comandi che Hart gli aveva impartito anni prima.
Quando Tanner tenta di fare uscire Hart allo scoperto, i suoi colleghi iniziano ad essere assassinati uno dopo l'altro. Dopo aver spiegato tutto a Talbot Scott, in preda al panico per quello che sta succedendo, questi viene assassinato mentre sta parlando con la polizia. Alla resa dei conti, Tanner affronta l'apparentemente invincibile Adam Hart, che si rivela essere Arthur Nordlund. L'attacco psichico di Hart su Tanner tuttavia fa risvegliare i poteri mentali latenti di quest'ultimo, che infine riesce ad uccidere Hart. Tanner si rende conto che era lui stesso la persona con poteri psichici che i test di Hallson avevano rilevato.

## Produzione
Prodotto da George Pal e diretto da Byron Haskin, la sceneggiatura di La forza invisibile si distaccò notevolmente dal romanzo originario Troppo poco (The Power, 1956) di Frank M. Robinson, spostando l'ambientazione a San Marino (California) e modificando molti dei nomi dei personaggi (pur conservando i cognomi di Tanner, Nordlund, e del capo del dipartimento Van Zandt), ed eliminando diverse sottotrame e personaggi secondari, presumibilmente per far rientrare la storia nei 108 minuti del film.
Hamilton interpretò il professor Jim Tanner, con Pleshette nei panni della sua collega Margery Lansing (Marge Hanson nel romanzo) e Michael Rennie (famoso nel genere della fantascienza per aver interpretato Klaatu in Ultimatum alla Terra) come l'inviato governativo Nordlund. Ad ogni modo la storia procede in modo simile a quella del romanzo, eccetto per qualche risvolto della trama nel finale. Nel film Tanner sconfigge Hart ma conserva la sua umanità; nel romanzo, Tanner si libera della sua umanità dopo aver ucciso Hart, ed è ansioso di giocare "come una divinità" con gli altri essere umani proprio come aveva fatto Hart.